# Корейска работническа партия
Корейската работническа партия (КРП) или Корейска трудова партия (КТП) е управляващата политическа партия в Корейската народна демократична република.
Според член 21 от устава на КРП, приет през октомври 1980 г., националният партиен конгрес е най-главният партиен орган. Партийният конгрес одобрява докладите на партийните органи, приема основните насоки и тактически ходове на партията и избира членовете на Централния комитет (ЦК) и на Централния ревизионен комитет (ЦРК). Изборът е формален, защото членовете на тези организации всъщност се избират от партияни лидер Ким Ир Сен и от няколко от най-доверените му хора.
Когато партийният конгрес не заседава, ЦК действа като изпълнителен орган на партията според член 14 от партийния устав. От септември 1992 г. КРП има 160 членове на ЦК и 143 кандидат-членове на ЦК. Централният комитет заседава поне веднъж на всеки 6 мес. Член 24 от партийния устав постановява, че ЦК избира генералния секретар на партията, членовете на Политбюро, секретарите, членовете на Централната военна комисия, членовете на Централния инспекционен комитет.
Партиен конгрес следва да се провежда всеки 5 г., но от 1980 г. до едва 2016 г. такъв не е свикван. Партийните конгреси се посещават от делегати, избирани от членовете от провинцията, по норма 1 делегат на всеки 1000 члена. Общият брой на членовете е 3,2 млн. души.

## Символика
В знамето на партията сърпът и чукът символизират, подобно на много други комунистически партии, съюза между селяните и пролетариата. В средата се откроява четка, олицетворяваща интелектуалния труд, свидетелствуваща за причастността и на интелигенцията. 

## Конгреси
Преди създаването на партията е съществувала Комунистическа партия на Корея, единна за цялата страна по време на японската власт. След началото на американската окупация на юг на 8 септември 1945 г. е свикан учредителен конгрес, на който се създава севернокорейско оргбюро на КПК на 10 октомври 1945 г. Този ден се смята за основаване на КРП.
- Първи конгрес: 28 – 30 август 1946 г.
- Втори конгрес: 27 – 30 март 1948 г.
- Трети конгрес: 23 – 29 април 1956 г.
- Четвърти конгрес: 11 – 18 септември 1961 г.
- Пети конгрес: 2 – 13 ноември 1970 г.[3]
- Шести конгрес: 10 – 14 октомври 1980 г.
- Седми конгрес: 6 – 9 май 2016 г.

Приблизително 1800 делегати са посетили Петия конгрес на Партията през ноември 1970 г. Конгресът от 1980 г. е проведен от КРП, за да се разгледа, дискутира и подкрепи дейността на ЦК, на Централния ревизионен комитет и на други органи, покриващи дейността на тези организации. Конгресът утвърждава основните насоки на развитие на народното стопанство на Северна Корея за следващите пет години (1971 – 76), насочени на укрепване и разширяване на успехите в областта на индустриализацията.
По инициатива на КРП се приема през декември 1972 г. нова конституция на КНДР, затвърждаваща социалистическите завоевания на корейския народ.
Дълго отлаганият 6 конгрес на Партията, състоял се от 10 октомври до 14 октомври 1980 г., е посетен от 3220 членове-делегати на партията, от които 3062 пълноправни членове и 158 кандидат-членове, както и от 177 чуждестранни делегати от 118 страни.
Шестият конгрес е преразгледал и обсъдил доклада за работата на Партията за 10 г. след 5 конгрес. Също така на конгреса е избран нов ЦК. В доклада си за конгреса Ким Ир Сен набелязва група цели и линии на политическа дейност за 1980-те години. Той предлага да се създаде с Република Корея Демократична конфедеративна република Корея като начин да се постигне независимост и мирно обединение на страната.
Той също така очертава нова 10-точкова линия на политика за обедиение на държавата и набляга, че Северна Корея и Южна Корея трябва да толерират идеите си и социалните си строеве, че обединеното централно правителство трябва да е представено от Пхенян и Сеул на равни начала и че двете страни трябва да имат регионална автономия с равни права и задължения. Обединеното правителство трябва да се съобразява с обществените системи и желанията на административните организации на всяка партия, всяка групировка и всеки сектор и в Северна, и в Южна Корея, и да попречи на която и да било от двете страни да се налага.
Ким Ир Сен също набляга на Трите революции, които имат за цел да ускорят процеса на идеологическа трансформация, основаваща се на чуч'е-идеологията, като подобрят материалния и техническия стандарт на икономиката, и да развие социалната национална култура. Според него тези революции са задължение на движението Теат – трябва да бъдат изпращани хора от висшите класи, за да издигнат идеологически обикновените хора. Тези хора са партийни кадри, включително и от КРП и от ЦК на КРП, хора от икономическите и масовите организации, учени, млади интелектуалци и др. Той не оставя съмнение, че това движение е наследник на движението „Чхолима“, както и че ще остане главното движещо средство, чрез което партията ще преследва политическите и икономическите си цели през 1980-те години. Той също така разглежда и връзката между партийната и икономическата дейност. Той заявява, че партийната работа трябва да бъде насочена към ефикасно икономическо конструиране и че успеха в политическата дейност трябва да се измерва чрез успеха в икономическата дейност.

## Идеологически обрат след 1980-те години
След разпада на СССР през 1991 г. Корейската работническа партия навлиза в период на съществени промени. През 1992 и 1998 г. са въведени съществени промени в конституцията. Особено важна е втората промяна, която издига милитаристичната теория сонгун като водеща партийна и държавна идеология паралелно с чучхе и на практика определя Държавната комисия по отбрана за ръководен орган. Тези промени настъпват след поетапно изоставяне на марксистко-ленинистките принципи през 1970-те и 1980-те години.
Последната такава промяна е изоставянето на комунизма като официална идеология през 2009 г. и заместването му със сонгун.

## Членство в КРП
Членството и организацията на КРП са регламентирани в устава на партията. Има 2 вида партийни членове: пълноправни и на пробен период (кандидати). Членството е свободно за тези, които са над 18-годишна възраст и са доказали своята квалифицираност. Молби се одобряват доста трудно. Задължително има пробен период от 1 г., но може да се скъси поради „непредвидени обстоятелства“. След като молбата е одобрена, кандидатът трябва успешно да премине едногодишния пробен период, преди да стане пълноправен член на партията.
КРП заявява, че има над 3 млн. членове към 1988 г., а в през 1976 г. се наблюдава невероятен растеж с нови 2 млн. членове. Най-вероятно този растеж се дължи на активното мобилизационно течение на движението за Трите революции.
КРП съдържа 3 слоя: индустриални работници, селяни, интелектуалци, т.е. служители в различни организации. От 1948 г. индустриалните работници са най-голямата част от членовете, като селяните ги следват и на последно място са интелектуалците. През 1970-те години населението на Северна Корея достига 50% градско население, от което следва, че групирането на членовете на партията се променя. Повече хора, работещи в държавни предприятия стават членове на партията и броят на членовете, работещи в земеделски кооперативи, намалява.

## Партийни кадри
Партийните кадри се наричат „канбу“ – те са основният източник на притеснения за лидерите на партията. Партийните кадри са тези служители, които са на ключови постове в партийните организации – в Политбюро, в провинциалните политически комитети и др. Техните задължения са да образоват и ръководят партийните членове и останалите хора, както и да осигурят правилното изпълнение на директивите на партията. Някои се занимават и с идеологическите въпроси.
Партията има училища за подготовка на кадри.